# Jerzy Remer
Jerzy Ludwik Remer (ur. 16 kwietnia 1888 w Zatorze, zm. 16 lutego 1979 w Toruniu) – polski historyk sztuki i konserwator zabytków, generalny konserwator zabytków w latach 1930–1937, dyrektor Muzeum Okręgowego w Toruniu w latach 1947–1971.

## Życiorys
Urodził się w rodzinie Edwarda (1859–1925), kasjera dóbr Potockich, i Marii z Grychowskich (1867–1947). W latach 1899–1907 uczył się w Gimnazjum Realnym w Wadowicach. W 1914 ukończył historię sztuki na Wydziale Filozoficznym Uniwersytetu Jagiellońskiego. W zawodzie konserwatora zabytków praktykował w Paryżu, uczęszczał na 31. specjalistyczny kurs muzeologiczno-konserwatorski w Ecole du Louvre. Od początku niepodległej RP pracował w urzędach konserwatorskich – najpierw w Częstochowie i w Kielcach, a później w Wilnie.
Od 1930 był generalnym konserwatorem zabytków. Został odsunięty ze stanowiska w 1937 i przeniesiony do Krakowa, kiedy sprzeciwił się zamierzonemu zakupowi i wywiezieniu do Warszawy późnogotyckiego poliptyku św. Jana Jałmużnika z klasztoru Augustianów w Krakowie. W okresie międzywojennym pracował w kilku organizacjach, zajmujących się ochroną zabytków: Towarzystwie Opieki nad Zabytkami Przeszłości, Polskim Związku Historyków Sztuki, Towarzystwie Ochrony Sztuki Ludowej, Polskim Towarzystwie Krajoznawczym oraz w Międzynarodowej Komisji Zabytków Historycznych. W latach 1931–1932 był redaktorem czasopisma Ziemia.
W latach 1938–1939 był konserwatorem zabytków w województwie warszawskim (od 1 listopada 1938) i białostockim. W czasie wojny mieszkał i pracował w Warszawie, po wojnie był wojewódzkim konserwatorem zabytków w pomorskim urzędzie wojewódzkim w Bydgoszczy. W 1947 został dyrektorem Muzeum Okręgowego w Toruniu i był nim do 1971, pracował także w tamtejszym Uniwersytecie Mikołaja Kopernika, do którego sprowadził go wraz z innymi intelektualistami lwowskimi i wileńskimi Ludwik Kolankowski.
Działał w Stronnictwie Demokratycznym, zasiadając w jego Wojewódzkim Komitecie w Bydgoszczy. Zasłużony członek SD. W 1966 otrzymał nagrodę państwową II stopnia.
Od 20 stycznia 1912 był mężem Emilii z Trzecieckich (1893–1976).
Zmarł w 1979 w Toruniu, został pochowany na miejscowym Cmentarzu św. Jerzego (kwatera płn-zach).

## Ordery i odznaczenia
- Order Sztandaru Pracy II klasy
- Krzyż Komandorski Orderu Odrodzenia Polski
- Krzyż Oficerski Orderu Odrodzenia Polski (29 października 1947)[11]
- Złoty Krzyż Zasługi (trzykrotnie, w tym: 9 listopada 1931[12], 15 listopada 1946[13])
- Medal Niepodległości (4 listopada 1933)[14]
- Medal 30-lecia Polski Ludowej
- Medal 10-lecia Polski Ludowej (28 lutego 1955)[15]
- Odznaka 1000-lecia Państwa Polskiego
- Odznaka „Zasłużony Działacz Kultury”
- Odznaka „Zasłużonemu Działaczowi Stronnictwa Demokratycznego”
- Złota Odznaka (nr 1) „Za Opiekę nad Zabytkami”
- Złota Odznaka PTTK
- Medal „Za Szczególne Zasługi dla Rozwoju Województwa Bydgoskiego”
- Medal „Za Zasługi dla Województwa Toruńskiego”
- Medal „Za Zasługi w Upowszechnianiu Kultury”
- Medal „Za Zasługi Położone dla Rozwoju Uniwersytetu Mikołaja Kopernika”
- Złota Odznaka Uniwersytetu Mikołaja Kopernika